# Brian Mikkelsen

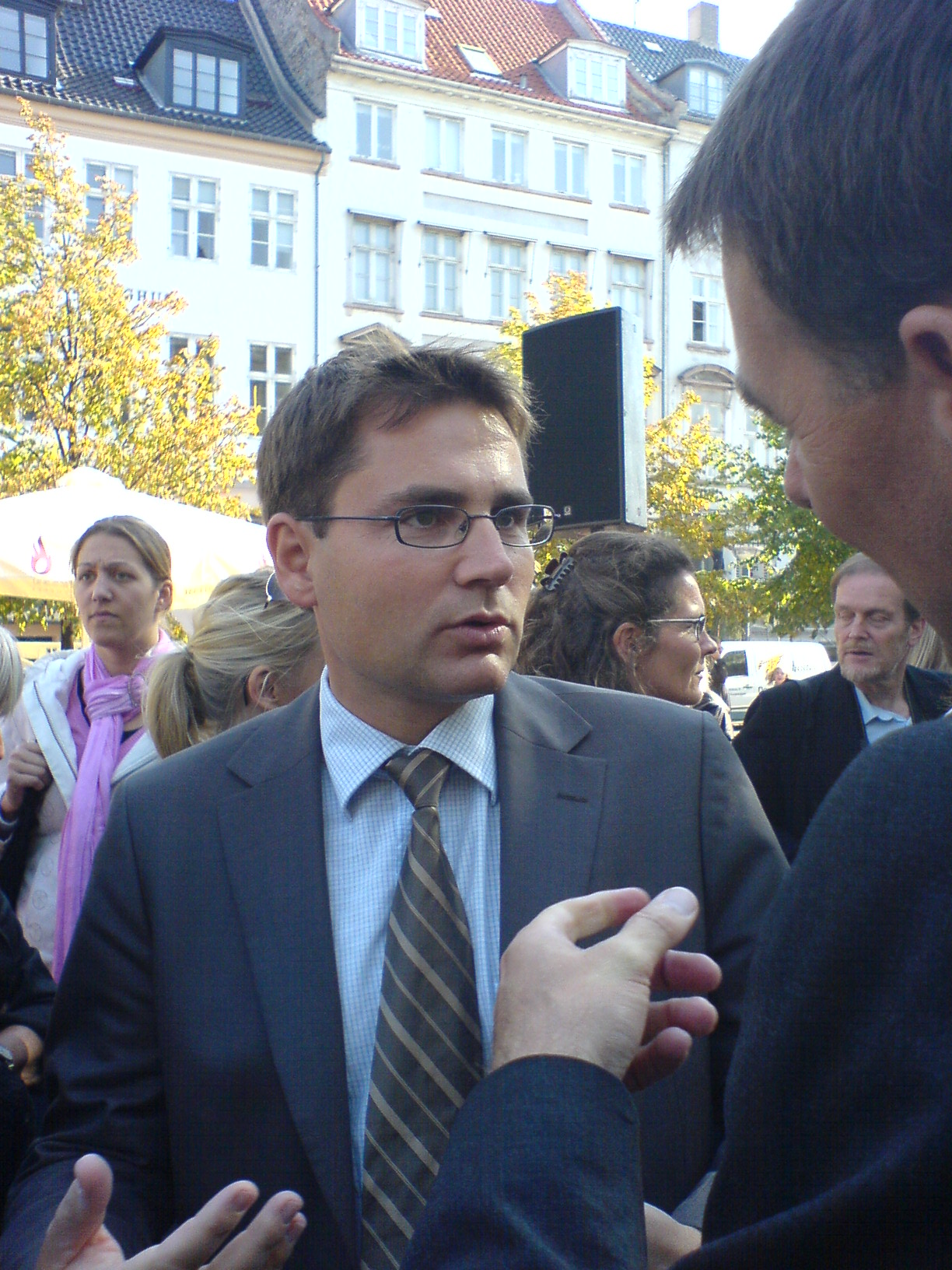
Brian Mikkelsen.

Brian Mikkelsen (31 de enero de 1966) es un político danés. Está afiliado al Partido Popular Conservador y es miembro del parlamento danés desde el 21 de septiembre de 1994.
Es el ministro de Cultura danés desde el 27 de noviembre de 2001, siendo miembro de los dos gobiernos del primer ministro Anders Fogh Rasmussen.
Mikkelsen es además, desde 2002, miembro de la Agencia Mundial Antidopaje, siendo su actual vicepresidente.